# Jared Goff
(en) Statistiques sur pro-football-reference
Jared Thomas Goff, né le 14 octobre 1994 à Novato dans l'État de Californie, est un joueur américain de football américain évoluant au poste de quarterback au sein de la National Football League (NFL) pour la franchise des Lions de Détroit.
Après plusieurs années universitaires jouées chez les Golden Bears de la Californie, il est sélectionné en première position par les Rams de Los Angeles lors de la draft 2016 de la NFL. Après avoir éprouvé des difficultés à sa première saison professionnelle, il aide les Rams la saison suivante à se qualifier en phase éliminatoire pour la première fois en 13 saisons. Lors de la saison 2018, il aide son équipe à se rendre jusqu'aux portes du Super Bowl LIII.
Il est échangé aux Lions de Détroit en 2021, après avoir passé cinq saisons avec les Rams.

## Biographie

### Sa jeunesse
Lors de ses 3 saisons passées dans l'école secondaire catholique de Marin au poste de quarterback, Goff compilera 7 687 yards à la passe, 93 touchdowns, 477 passes réussies sur 767 tentées (soit 62,2 % de réussite) et 18 interceptions. Son bilan global à la tête de cette équipe est de 39 victoires pour seulement 4 défaites. Il réussit à gagner 21 matchs pour aucune défaite et atteint la finale de l'État, gagnant à une reprise la North Coast Section de la California Interscholastic Federation sur trois participations aux séries éliminatoires.

### Carrière universitaire
Goff est considéré comme une recrue 4 étoiles à l'issue de son école secondaire. Il reçoit des propositions de bourses de nombreuses universités, entre autres des Broncos de Boise State, des Bulldogs de Fresno State et des Cougars de Washington State avant qu'il ne choisisse finalement les Golden Bears.

#### 2013
Il est recruté ensuite par l'université de Californie en janvier 2013 mais ne rejoint l'équipe qu'au printemps. En août, il est désigné comme quarterback titulaire des Golden Bears à la place du redshirt freshman Zach Kline, devenant ainsi le premier véritable quarterback de première année dans l'histoire de l'université à commencer une saison.
Goff débute les 12 matchs de la saison 2013 et, même si l'équipe affiche un bilan de 11 défaites pour une seule victoire, il établit plusieurs records de l'université soit :
- Plus grand nombre de yards gagnés à la passe sur une saison (3 508)
- Plus grand nombre de yards gagnés par un quarterback sur une saison (3 508)
- Plus grand nombre de passe complétée (320)
- Plus grand nombre de passe tentée (531).

Il termine la saison avec une moyenne de 60,3 % de passe réussie et 18 touchdowns pour 10 interceptions.

#### 2014
Pour la saison 2014, il est de nouveau le quarterback titulaire de l'équipe. Le 27 septembre, contre les Buffaloes du Colorado, Goff réussit 7 touchdowns à la passe (son record personnel), réussissant 24 passes sur 42 tentées et gagnant 458 yards. Le 4 octobre, Goff lance pour 527 yards (record de l'université) pour 5 touchdowns lors de la victoire 60 à 59 contre les Cougars de Washington State. Il termine la saison avec 3 973 yards, 35 touchdowns, et une moyenne de 62 % de réussite à la passe.

#### Saison 2015

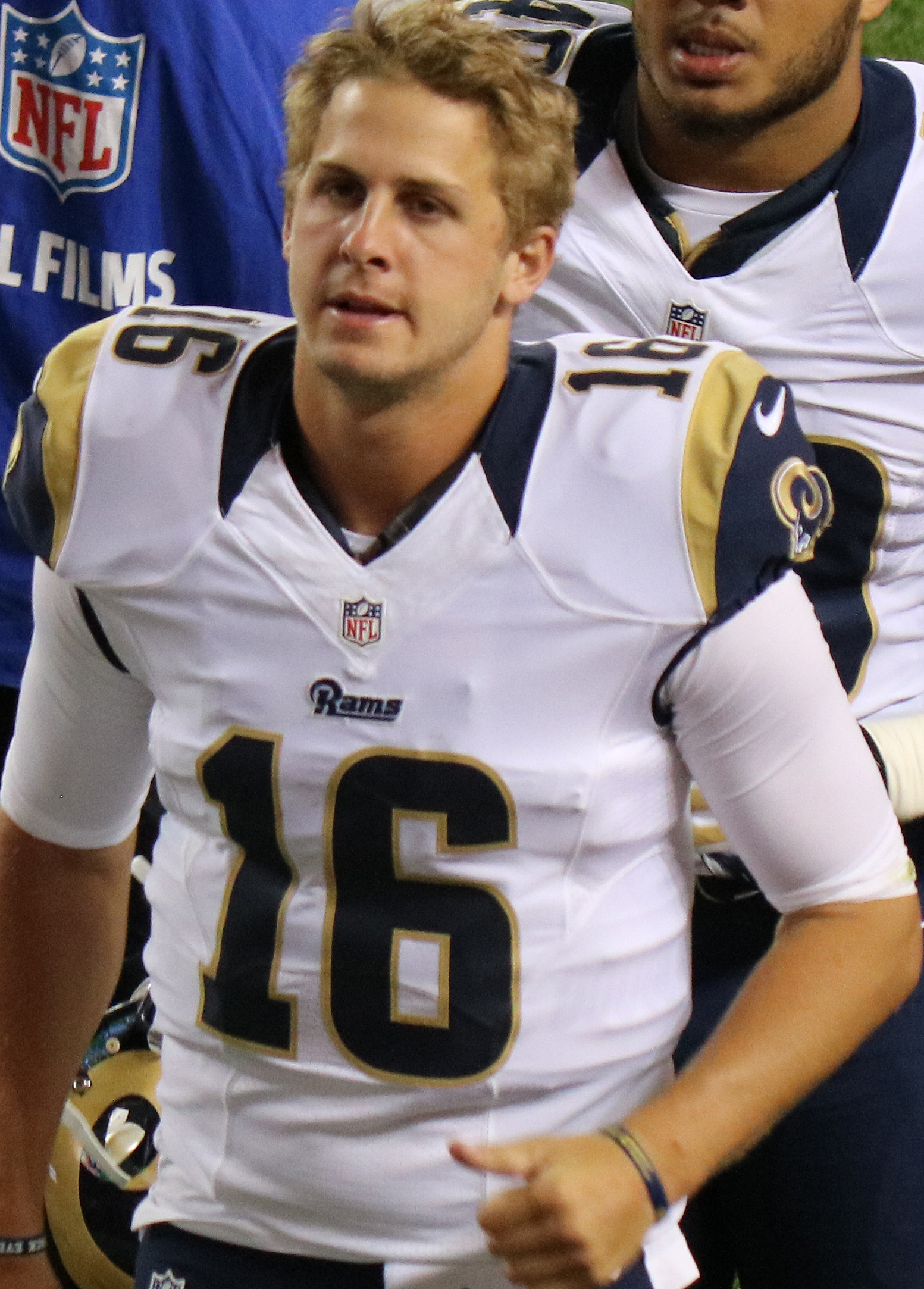
Jared Goff en 2016

Lors de sa saison junior en 2015, Goff termine la saison avec un bilan de 7 victoires et 5 défaites, soit la première saison positive des Golden Bears de la Californie depuis la saison 2011. À l'issue des 12 matchs de la saison, il dépasse ses précédents records :
- Plus grand nombre de yards gagnés à la passe sur une saison (4 714)
- Plus grand nombre de touchdowns à la passe (43)

En cours de saison, Goff est présenté comme l'un des meilleurs quarterbacks pour la draft 2016 de la NFL par Mel Kiper et par Todd McShay (en), deux analystes et commentateurs réputés de la NCAA.
Le 14 novembre 2015, Goff lance pour 453 yards et 6 touchdowns dans une victoire sur le score de 54 à 24 contre Oregon State et est élu joueur offensif de la conférence Pac-12. Deux semaines plus tard, il bat le record de l'université de yards lancés à la passe avec 542 yards dans une victoire 48 à 46 contre Arizona State et est élu meilleur joueur de la semaine. Lors de l'Armed Forces Bowl de décembre 2015, il lance 6 touchdowns et 467 yards et mène son équipe à la victoire 55 à 36 contre l'Air Force.
Il établit à l'issue de la saison, le nouveau record de la Pac-12 en nombre de yards gagnés à la passe (4714) et le record de touchdowns inscrits à la passe (43).
Les Goldens Bears n'ont jamais battu les rivaux de l'état sous l'ère Goff. Ils affichent un bilan de 9 défaites pour aucune victoire (soit contre Stanford, UCLA, et USC). Il en va de même avec les rivaux de division (3 défaites) d'Oregon.

### Carrière professionnelle
| Taille           | Poids           | Bras              | Main          | Sprint   | Sprint   | Sprint   | Shuttle 20 yards | 3 cones drill | Détente        | Détente          | Développé couché | Test Wonderlic |
| Taille           | Poids           | Bras              | Main          | 40 yards | 10 yards | 20 yards | Shuttle 20 yards | 3 cones drill | verticale      | horizontale      | Développé couché | Test Wonderlic |
| 1,93 m 6 ft 4 in | 97,55 kg 215 lb | 83,18 cm 32.75 in | 22,86 cm 9 in | 4,82 s   | inconnu  | inconnu  | inconnu          | 7.17 s        | 68,58 cm 27 in | 2,79 m 9 ft 2 in | inconnu          | 36             |

#### Draft
En décembre 2015, il annonce qu'il va se présenter à la draft 2016 de la NFL. Il fait bonne impression lors du NFL Scouting Combine 2016 et est sélectionné en première position par les Rams de Los Angeles,.

#### Rams de Los Angeles

##### 2016
Le 9 juin 2016, Goff signe un contrat de 4 ans pour un montant de 27,9 millions de dollars incluant le bonus à la signature de 18,6 millions de $.
Le 15 novembre, Goff est désigné quarterback titulaire contre les Dolphins de Miami après avoir été remplaçant du vétéran Case Keenum lors des neuf premiers matchs de la saison ; il le restera lors des sept derniers matchs de la saison. Le 20 novembre, il fait ses débuts professionnels contre les Dolphins par une défaite 14 à 10, réussissant 17 passes sur les 31 tentées pour un gain de 134 yards à la passe, sans avoir inscrit de touchdown mais aussi sans avoir été intercepté.
La semaine suivante, Goff complète 20 des 32 passes tentées pour un gain de 214 yards et 3 touchdowns malgré une interception (défaite 21 à 49 contre les Saints de La Nouvelle-Orléans. Pendant ce match, lors du premier quart-temps, il réussit sa première passe de touchdown (24 yards) (passe réceptionnée par Tavon Austin). Sa première passe interceptée survient lors du 3e quart temps par le safety Kenny Vaccaro.
Lors de la semaine 14, il réussit 24 de ses 41 passes tentées pour un gain de 235 yards. Il n'inscrit pas de touchdown mais se fait intercepter à deux reprises (défaite 14 à 42 contre les Falcons d'Atlanta). Il inscrit néanmoins son premier touchdown à la suite d'une course de 2 yards lors du quatrième quart temps.
À l'issue de sa saison rookie, Goff affiche un bilan de 7 matchs joués comme titulaire, 112 passes complétées sur 205 tentées pour un gain total de 1 089 yards, 5 touchdowns inscrits et 7 passes interceptées.

##### 2017
En 1re semaine, Goff complète 21 passes sur 29 tentées pour un gain global de 306 yards et 1 touchdown lors de la victoire 46 à 9 sur les Colts d'Indianapolis. C'est la première fois de sa carrière qu'il gagne plus de 300 yards à la passe en un match. En 5e semaine contre les Seahawks de Seattle (défaite 10 à 16), Goff se fait intercepter à deux reprises, gagnant 288 yards mais n'inscrivant pas de touchdown. Sa moyenne de passes complétées n'est que de 46.8 % pour une évaluation de 48.9 %. Contre les Giants de New York en déplacement au MetLife Stadium en 9e semaine, Goff gagne 311 yards et inscrit 4 touchdowns ce qui lui vaut le titre du meilleur joueur offensif de la semaine en NFC (victoire 51 à 17).
En 14e semaine, Goff est opposé aux Eagles de Philadelphie emmenés par le quarterback Carson Wentz, deuxième choix global de la draft 2016 de la NFL. Bien qu'ayant réussi 16 passes sur 26 tentées, gagné 199 yards et inscrit 2 touchdowns à la passe, il commet un fumble lors de la dernière minute du match et perd celui-ci 35 à 43.
Grâce à leur victoire 27 à 23 contre les Titans du Tennessee en 16e semaine, Goff (301 yards, 4 touchdowns) et les Rams remportent la Division NFC West pour la première fois depuis 2003 et se qualifient pour le tour de Wild Card.
Pour son premier match de phase finale de la NFL, Goff, en réussissant 24 passes sur les 25 tentées, gagne 259 yards et inscrit un touchdown à la passe. Néanmoins ce sont les Falcons qui remportent le match sur le score de 26 à 13.
Globalement sur l'ensemble de la saison 2017, Goff a montré une amélioration significative par rapport à sa saison rookie, gagnant à la passe 3 804 yards, inscrivant 28 touchdowns pour seulement 7 interceptions. Le 22 janvier 2018, il est sélectionné pour la première fois de sa carrière au Pro Bowl en remplacement de Carson Wentz blessé.

#### Lions de Détroit

##### 2021
Le 18 mars 2021, Goff est transféré aux Lions de Détroit en échange du quarterback Matthew Stafford,,.
Goff fait ses débuts sous les couleurs des Lions dès le premier match de la saison contre les 49ers de San Francisco (défaite 33-41). Il y gagne 338 yards et inscrit 3 touchdowns à la passe malgré une interception retournée en touchdown.
En 7e semaine lors de la défaite 19 à 28 contre son ancienne équipe, Goff gagne 268 yards et inscrit un touchdown à la passe malgré deux interceptions. Au cours de ce match, il se blesse au muscle oblique, et est remplacé par Tim Boyle en 9e semaine. Lors du match de Thanksgiving contre les Bears, Goff gagne 171 yards et inscrit deux touchdowns à la passe malgré la défaite 14 à 16. Au terme du match suivant remporté 29 à 27 contre les Vikings, il gagne 296 yards et inscrit trois touchdowns malgré une interception et met ainsi un terme à la série de quinze défaites consécutive des Lions. Goff est désigné meilleur joueur offensif de la semaine en NFC à la suite de cette performance. Ce match constitue également la première victoire de Goff après avoir cessé d'être entraîné par Sean McVay, mettant un terme à une série de 16 défaites et un nul sous les ordres d'autres entraîneurs.
Les Lions gagnent trois des quatre derniers matchs de la saison, contre les Vikings, en déplacement contre les Cardinals et à la surprise générale contre les Packers, terminant la saison avec un bilan de 3-13–1,.
Goff comptabilise ainsi au terme de sa première saison avec les Lions, un gain global de 3 245 yards, 19 touchdowns et huit interceptions à la passe et 87 yards à la course lors des quatorze matchs joués en tant que titulaire (il a raté deux matchs, un à la suite d'une blessure et un à la suite d'un test positif au Covid-19),.

##### 2022
En match d'ouverture de leur saison (défaite 35 à 38 contre les Eagles), Goff gagne 215 yards et inscrit deux touchdowns à la passe mais une de ses passes est interceptée et retournée en touchdown. La semaine suivante lors de la victoire 36 à 27 contre les Commanders, il gagne 256 yards et inscrit quatre touchdowns. À l'occasion de ce match, il remporte le 6e match consécutif à domicile avec au moins deux touchdowns inscrits à la passe, établissant le record de la franchise. Le 2 octobre, il inscrit à nouveau quatre touchdowns et atteint les 378 yards gagnés à la passe malgré la défaite 45 à 48 contre les Seahawks. Il termine sa deuxième saison chez les Lions avec un total de 4 438 yards et 29 touchdowns à la passe, 7 interceptions en 17 matchs joués en tant que titulaire,. Il participe à son troisième Pro Bowl en remplacement de Jalen Hurts lequel disputait le Super Bowl LVII.

##### 2023
Lors de la victoire 20 à 6 contre les Buccaneers en 6e semaine, Goff réussit 30 des 44 passes tentées pour un gain cumulé de 353 yards et 2 touchdowns ce qui lui vaut d'être désigné meilleur joueur offensif de la semaine en NFC.
En 16e semaine lors de la victoire 30 à 24 contre les Vikings, il réussit 30 des 40 passes tentées pour un gain total de 257 yards et 1 touchdown ce qui permet aux Lions de décrocher le premier titre de la division NFC North depuis la saison 1993. Le 14 janvier 2024, Goff permet aux Lions de remporter une victoire serrée contre les Rams à l'occasion du tour de Wild Card — la première victoire des Lions en série éliminatoire depuis 1991. Il est un des cinq quarterbacks de l'histoire de la NFL à afficher en série éliminatoire un match avec plus de 275 yards gagnés à la passe, un pourcentage de passes réussies supérieur à 80 % et une évaluation de QB supérieure à 120. Contre les Buccaneers en tour de division, il réussit 30 des 43 passes tentées pour un gain de 287 yards. Il dirige trois drives consécutifs qui se terminent en touchdowns au cours de la deuxième mi-temps donnant la victoire 31 à 23 aux Lions qui ne sont plus qu'à une victoire avant de disputer le premier Super Bowl de leur histoire. En fin de première mi-temps de la finale de conférence NFC, les Bills mènent 24 à 7 face aux 49ers de San Francisco. Cependant, quelques échecs clés en quatrième tentative font basculer le momentum en faveur des 49ers, qui inscrivent 27 points consécutifs conduisant à la défaite des Lions 31 à 34. Goff a complété 25 passes sur 41 pour 273 yards, un touchdown et aucun turnover.

##### 2024
Le 13 mai 2024, Goff signe une extension de contrat de quatre ans pour un montant de 212 millions de dollars qui le lie aux Lions jusqu'en fin de saison 2027 (avec option pour 2028).

## Statistiques

### Universitaires
| Année          | Équipe         | Statut         | MJ |            | Passes   | Passes     | Passes      | Passes  | Passes | Passes      | Passes  |       | Courses | Courses | Courses | Courses |
| Année          | Équipe         | Statut         | MJ | Tentées    | Réussies | Pct.       | Yards       | TD      | Int.   | Éval.       | Tentées | Yards | Moy.    | TD      |         |         |
| 2013           | Californie     | FR             | 12 | 530        | 320      | 60,4       | 3 508       | 18      | 10     | 123,2       | 59      | -62   | -1,1    | 1       |         |         |
| 2014           | Californie     | SO             | 12 | 509        | 316      | 62,1       | 3 973       | 35      | 7      | 147,6       | 55      | -44   | -0,8    | 0       |         |         |
| 2015           | Californie     | JR             | 13 | 529        | 341      | 64,5       | 4 714       | 43      | 13     | 161,2       | 56      | -8    | -0,1    | 0       |         |         |
| Totaux en NCAA | Totaux en NCAA | Totaux en NCAA | 37 | 1 568 (4e) | 977 (4e) | 62,3 (20e) | 12 195 (3e) | 96 (4e) | 30     | 144,0 (12e) | 170     | -144  | -0,7    | 1       |         |         |

### Professionnelles
| Année                | Équipe               | MJ  |         | Passes   | Passes | Passes | Passes | Passes | Passes | Passes  |       | Courses | Courses | Courses | Courses |  | Fumbles | Fumbles |
| Année                | Équipe               | MJ  | Tentées | Réussies | Pct.   | Yards  | TD     | Int.   | Éval.  | Tentées | Yards | Moy.    | TD      | Nb.     | Perdus  |  |         |         |
| 2016                 | Rams de Los Angeles  | 07  | 205     | 112      | 54,6   | 1 098  | 05     | 07     | 063,6  | 08      | 016   | 2,0     | 1       | 05      | 2       |  |         |         |
| 2017                 | Rams de Los Angeles  | 15  | 477     | 296      | 62,1   | 3 804  | 28     | 07     | 100,5  | 28      | 051   | 1,8     | 1       | 08      | 3       |  |         |         |
| 2018                 | Rams de Los Angeles  | 16  | 561     | 364      | 64,9   | 4 688  | 32     | 12     | 101,1  | 43      | 108   | 2,5     | 2       | 12      | 5       |  |         |         |
| 2019                 | Rams de Los Angeles  | 16  | 626     | 394      | 62,9   | 4 638  | 22     | 16     | 086,5  | 33      | 040   | 1,2     | 2       | 10      | 5       |  |         |         |
| 2020                 | Rams de Los Angeles  | 15  | 552     | 370      | 67,0   | 3 952  | 20     | 13     | 090,0  | 51      | 099   | 1,9     | 4       | 07      | 4       |  |         |         |
| 2021                 | Lions de Détroit     | 14  | 494     | 332      | 67,2   | 3 245  | 19     | 08     | 091,5  | 17      | 087   | 5,1     | 0       | 09      | 6       |  |         |         |
| 2022                 | Lions de Détroit     | 17  | 587     | 382      | 65,1   | 4 438  | 29     | 07     | 099,3  | 29      | 073   | 2,5     | 0       | 07      | 4       |  |         |         |
| 2023                 | Lions de Détroit     | 17  | 605     | 407      | 67,3   | 4 575  | 30     | 12     | 097,9  | 32      | 021   | 0,7     | 2       | 06      | 4       |  |         |         |
| 2024                 | Lions de Détroit     | 17  | 539     | 390      | 72,4   | 4 629  | 37     | 12     | 111,8  | 35      | 056   | 1,6     | 0       | 06      | 0       |  |         |         |
| Totaux chez les Rams | Totaux chez les Rams | 069 | 2 421   | 1 536    | 62,3   | 18 171 | 107    | 55     | 091,5  | 163     | 314   | 1,9     | 10      | 42      | 19      |  |         |         |
| Totaux en carrière   | Totaux en carrière   | 134 | 4 646   | 3 047    | 65,6   | 35 058 | 222    | 94     | 095,7  | 241     | 495   | 2,1     | 12      | 64      | 33      |  |         |         |

| Année                | Équipe               | MJ |                   | Passes            | Passes            | Passes            | Passes            | Passes            | Passes            | Passes            |                   | Courses           | Courses           | Courses | Courses |
| Année                | Équipe               | MJ | Tentées           | Réussies          | Pct.              | Yards             | TD                | Int.              | Éval.             | Tentées           | Yards             | Moy.              | TD                |         |         |
| 2017                 | Rams de Los Angeles  | 1  | 045               | 024               | 53,3              | 0 259             | 1                 | 0                 | 077,9             | -                 | -                 | -                 | -                 |         |         |
| 2018                 | Rams de Los Angeles  | 3  | 106               | 059               | 55,7              | 0 712             | 1                 | 2                 | 071,7             | 09                | 22                | 2,4               | 0                 |         |         |
| 2020                 | Rams de Los Angeles  | 2  | 046               | 030               | 65,2              | 0 329             | 2                 | 0                 | 100,7             | 05                | 10                | 2,0               | 0                 |         |         |
| 2023                 | Lions de Détroit     | 3  | 111               | 077               | 69,4              | 0 837             | 4                 | 0                 | 103,3             | 09                | 03                | 0,3               | 0                 |         |         |
| 2024                 | Lions de Détroit     | ?  | Playoffs en cours | Playoffs en cours | Playoffs en cours | Playoffs en cours | Playoffs en cours | Playoffs en cours | Playoffs en cours | Playoffs en cours | Playoffs en cours | Playoffs en cours | Playoffs en cours |         |         |
| Totaux en carrière   | Totaux en carrière   | 9  | 308               | 200               | 61,7              | 2 137             | 8                 | 2                 | 088,4             | 23                | 35                | 1,5               | 0                 |         |         |
| Totaux chez les Rams | Totaux chez les Rams | 6  | 197               | 123               | 57,7              | 1 260             | 4                 | 2                 | 079,5             | 14                | 32                | 2,3               | 0                 |         |         |

## Récompenses
- Champion de la National Football Conference (NFC) : 2018
- Sélectionné au Pro Bowl : 2017, 2018 et 2022[56]
- Pro Football Writers Association (en) Most Improved Player (joueur s'étant le plus amélioré) : 2017[57] ;
- FedEx Air Player of the Week (meilleur joueur à la passe de la semaine) : 2017 (semaine 16)[58], 2021 (semaine 15[59]) et 2022 (semaines 4[60] et 14[61] ;
- Joueur offensif de la semaine en NFC :– 2017 (semaine 9), 2018 (semaine 4), 2019 (semaine 13), 2021 (semaine 13) et 2023 (semaine 6)[56] ;
- Joueur offensif du mois en NFC : septembre 2018[56].

### Records de franchise

#### Lions de Détroit
- Plus grand nombre de passes consécutives sans interception : 324 ;
- Plus grand nombre de match à domicile avec au moins 2 touchdowns inscrits à la passe : 6 ;
- Ratio touchdown-interception le plus élevé : 4,14 ;
- Plus haut pourcentage de passe réussies (complétion) en une saison : 67,3 % en 2023 ;
- Plus haute évaluation QG sur une saison : 99,2 en 2022 (à égalité avec Matthew Stafford en 2017) ;
- Plus bas pourcentage d'interception sur une saison : 1,2 % en 2022.

#### Rams de Los Angeles
- Plus grand nombre de passes réussies en un match : 45 (le 29 septembre 2019 contre les Buccaneers de Tampa Bay) ;
- Plus grand nombre de retour au score dans le 4e quart temps sur une saison : 4 en 2018 (à égalité avec Norm Van Brocklin en 1955, Jim Everett en 1989, Marc Bulger en 2003 et Sam Bradford en 2012).

## Vie privée
Goff est le fils de Jerry Goff (en), un ancien joueur de Major League Baseball, et de Nancy Goff. Il grandit à Novato en Californie. Son père était aussi un athlète de l'Université de Californie jouant pour les Golden Bears de la Californie lors des matchs de baseball inter-conférences et inter-districts.
Il fait une apparition dans l'émission Gridiron Outdoors.
Il était supporter des 49ers de San Francisco et porte le numéro16 en honneur de son idole, Joe Montana ancien quarterback des 49ers.
Goff souffre d'une déficience enzymatique qui ne permet pas à son corps de décomposer correctement les protéines.
Le 22 juin 2024, il épouse la mannequin, Christen Harper, rencontrée en 2018. Le couple est en attente de la naissance d'une fille.